# Evangelischer Friedhof (Cieszyn)

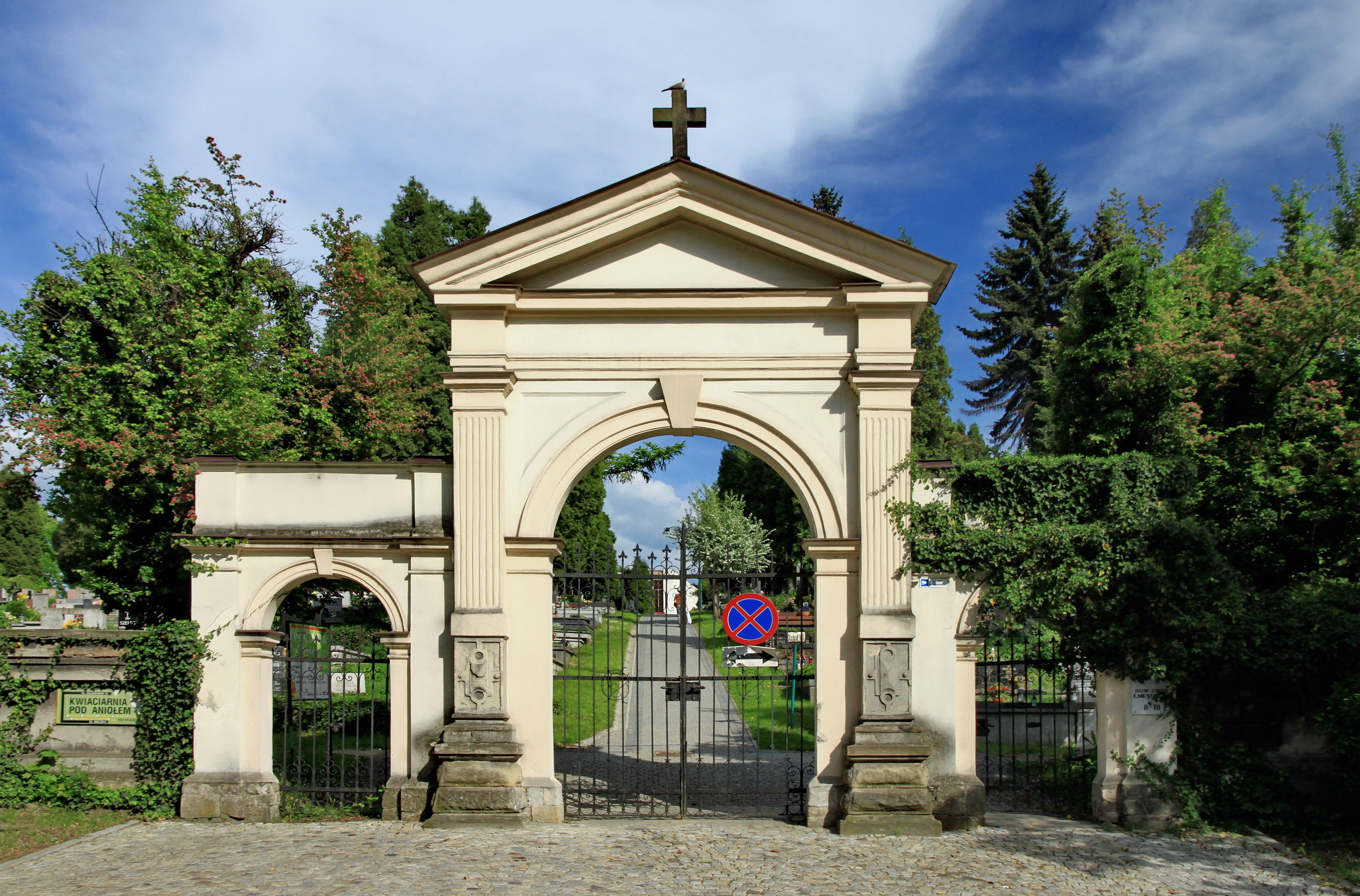
Eingangstor

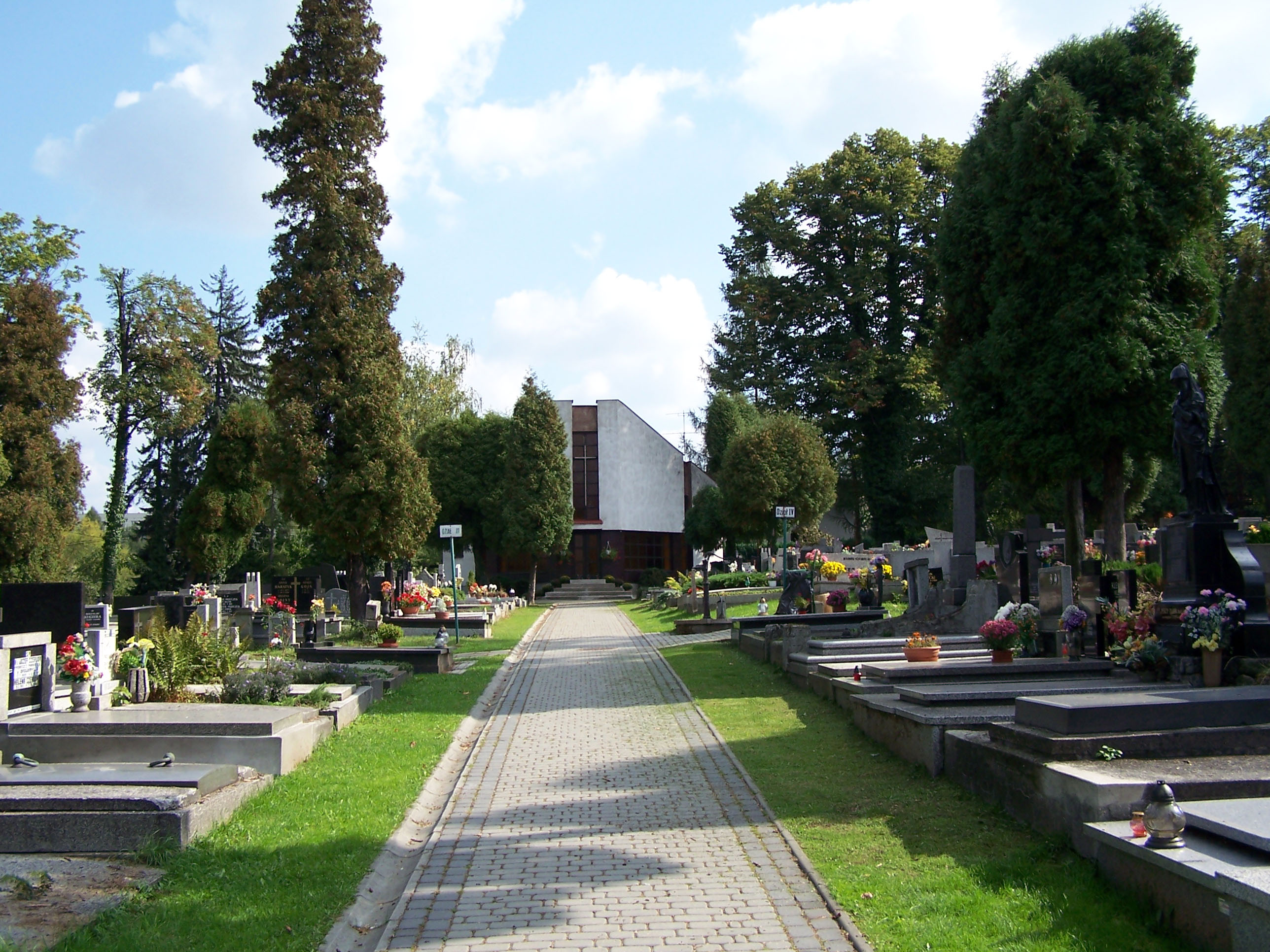
Kapelle

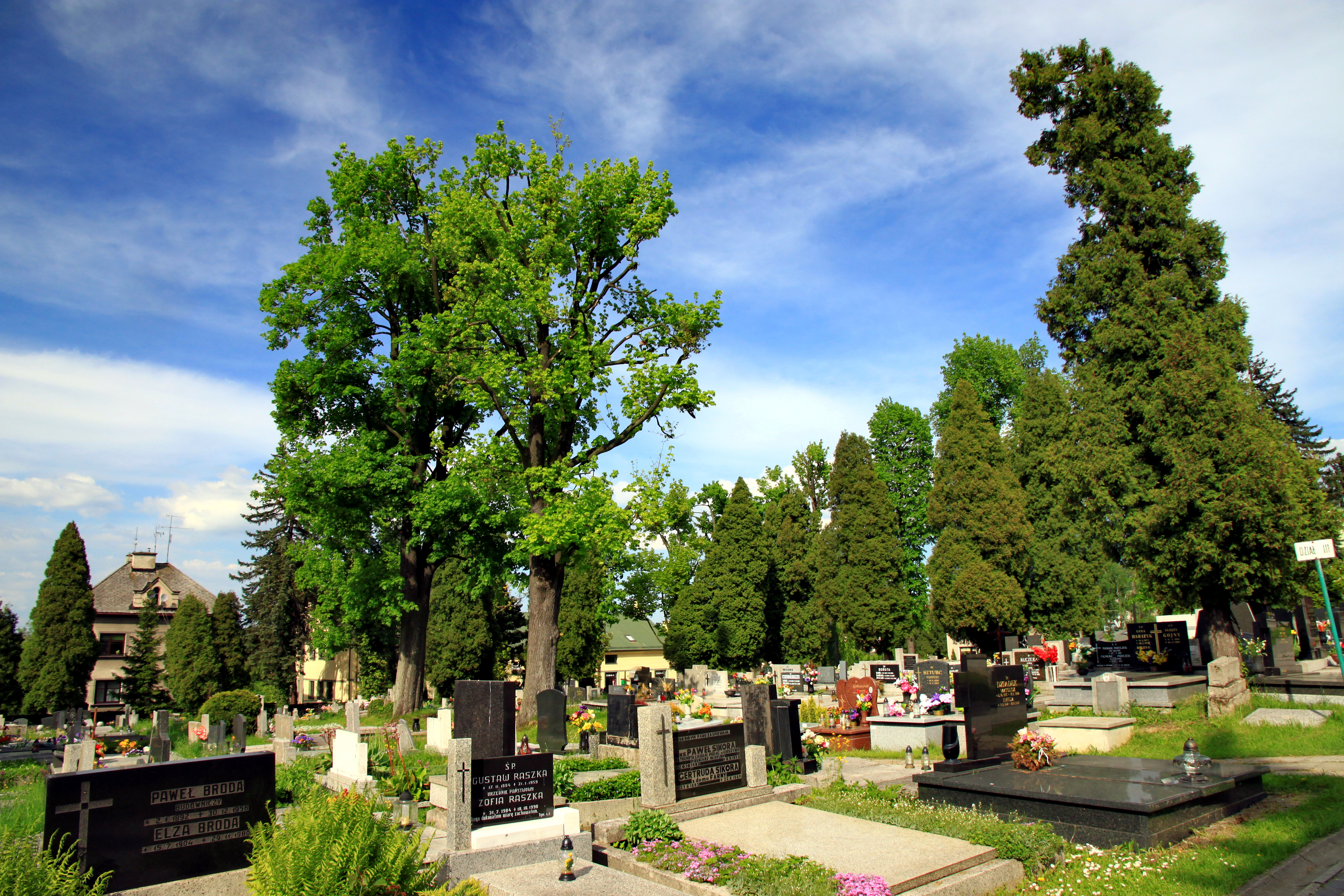
Gräber

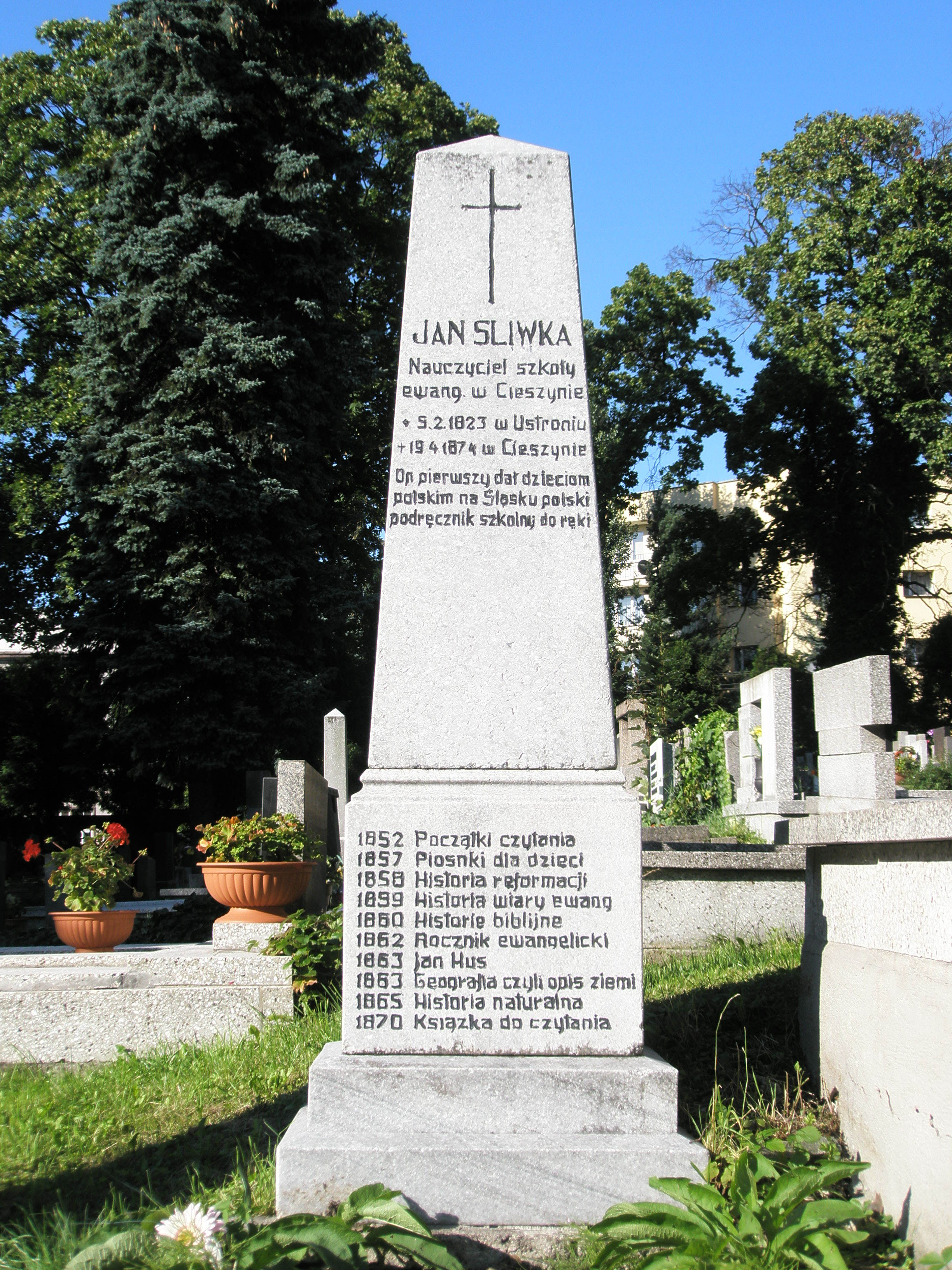
Grab von Jan Śliwka

Der Evangelische Friedhof (polnisch Cmentarz ewangelicki) ist ein Friedhof in Cieszyn (Teschen) und wurde 1887 an der Stadtgrenze zu Bobrek eingerichtet, als der Alte Evangelische Friedhof an der Jesuskirche, in dem Bestattungen allerdings noch bis 1939 stattgefunden haben, zu klein wurde. Bestattungen finden hier weiterhin statt. Der Friedhof wird von der lutherischen Gemeinde in Cieszyn verwaltet und befindet sich an der Bielska-Straße östlich der Altstadt.

## Einteilung
Der Friedhof ist in sechs Abteilungen eingeteilt, die mit römischen Zahlen nummeriert sind.

## Gräber von bekannten Verstorbenen
Es ruhen hier unter anderen:
- Andrzej Buzek (1885–1971)
- Eryk Cimała (1906–2005)
- Andrzej Cinciała (1825–1898), polnischer evangelischer Rechtsanwalt, Politiker, Nationalaktivist, Abgeordneter des Österreichischen Abgeordnetenhauses,
- Robert Fiszkal (1908–1980)
- Jan Gawlas (1911–1965)
- Jerzy Hadyna (1888–1969)
- Andrzej Hławiczka (1866–1914)
- Karol Hławiczka (1894–1976)
- Paweł Hulka-Laskowski (1881–1946)
- Alfred Jagucki (1914–2004)
- Helmut Kajzar (1941–1982)
- Adolf Kantor (1910–1992), polnischer Boxer, mehrmaliger Meister von Polen in der Zwischenkriegszeit.
- Józef Kiedroń (1879–1932)
- Jan Kotas (1879–1965)
- Jan Kubik (1886–1945)
- Jerzy Kubisz (1862–1939)
- Jan Łysek (1887–1915)
- Adam Macura (1848–1913)
- Władysław Macura (1896–1935)
- Józef Mamica (1878–1940)
- Janina Marcinkowa (1920–1999)
- Adam Michejda (1916–1961)
- Kornel Michejda (1887–1960)
- Oskar Michejda (1885–1966)
- Jan Pindór (1852–1924)
- Paweł Sikora (1883–1972)
- Tadeusz Sikora (1928–2016)
- Jerzy Stonawski (1883–1936)
- Karol Stryja (1915–1998)
- Jan Śliwka (1823–1874)